# Пойнт-Плезант (Западная Виргиния)
Пойнт-Плезант (англ. Point Pleasant) — город в штате Западная Виргиния, США. Административный центр округа Мейсон. По переписи 2010 года в городе проживало 4350 человек. Главный город микрополитенского статистического ареала Пойнт-Плезант с общим населением 58 258 человек (на 2010 год).

## Географическое положение
Пойнт-Плезант находится на слиянии рек Огайо и Канова на западной границе штата Западная Виргиния со штатом Огайо. По данным Бюро переписи населения США город имеет общую площадь в 8,03 км².

## История

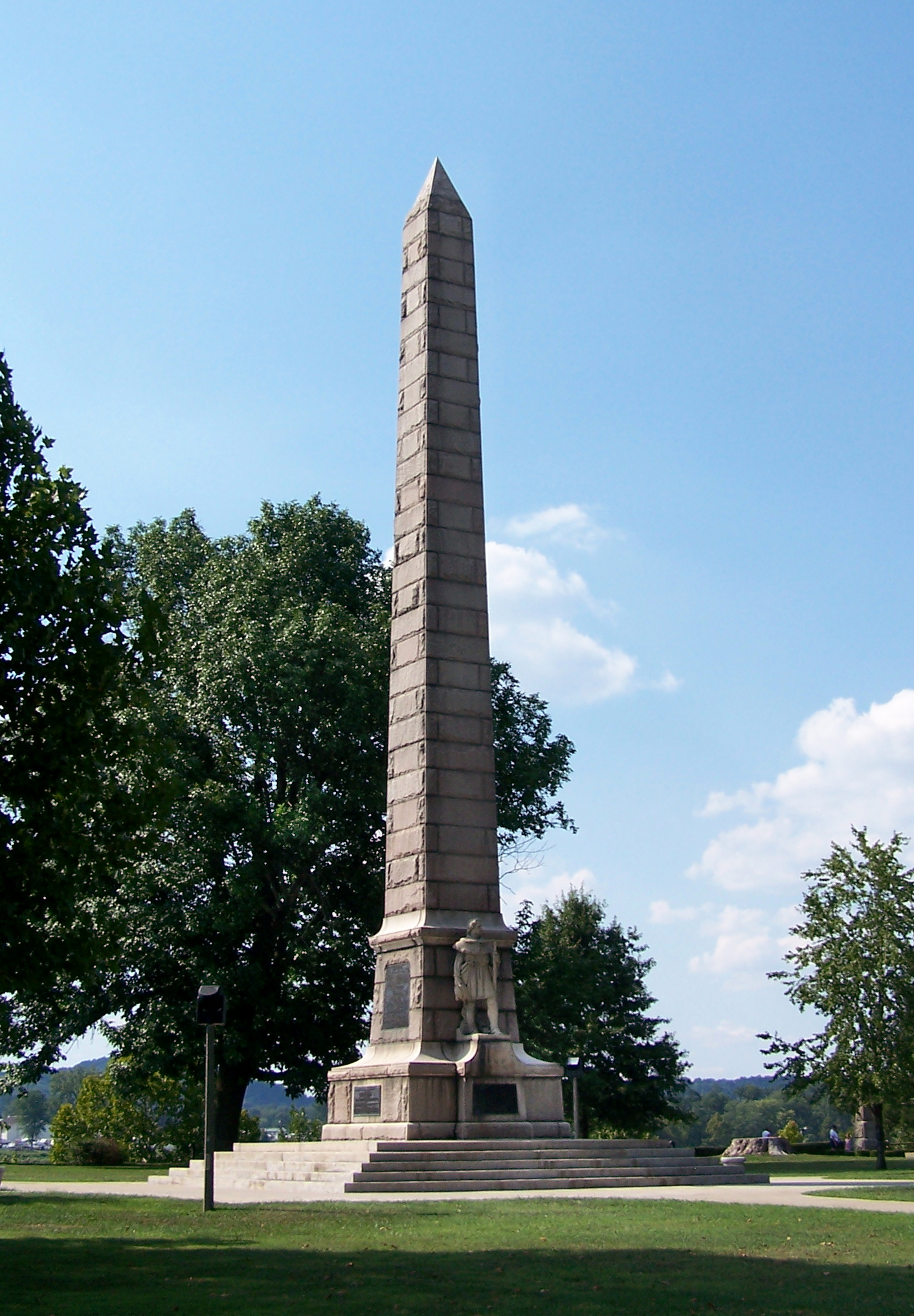
Монумент битвы при Пойнт-Плезант

В 1749 году Пьер-Жозеф Селерон де Бленвиль впервые посетил территорию будущего города и объявил её французской. Следующая разведывательная экспедиция под управлением Джорджа Вашингтона, который и придумал название местности, была проведена в 1770 году. В 1774 году был построен форт Блэр, а в 1776 году — форт Рэндольф. 10 октября 1774 года произошла битва при Пойнт-Плезант между ополчением Виргинии и индейцами шауни и минго. В 1794 году Генеральная ассамблея Виргинии дала Пойнт-Плезанту городскую хартию, а в 1833 году город был инкорпорирован.
В XIX веке основная работа в городе была связана с речными перевозками и строительством кораблей. В 1916 году открылась верфь Мариетта Манифэкчуринг Компани, которая закрылась в 1967 году. В городе работают два химических и пластмассовых завода. В 1928 году между Пойнт-Плезантом и Галлиполисом был построен Серебряный мост, он обрушился в 1967 году. Исторический район Пойнт-Плезант был внесён в Национальный реестр исторических мест в 1985 году.

## Население
По данным переписи 2010 года население Пойнт-Плезанта составляло 4350 человек (из них 44,9 % мужчин и 55,1 % женщин), было 2014 домашних хозяйства и 1164 семей. Расовый состав: белые — 95,9 %, афроамериканцы — 1,3 %, коренные американцы — 0,3 %, азиаты — 0,6 % и представители двух и более рас — 1,7 %.
Из 2014 домашних хозяйств 37,9 % представляли собой совместно проживающие супружеские пары (11,5 % с детьми младше 18 лет), в 16,0 % домохозяйств женщины проживали без мужей, в 3,8 % домохозяйств мужчины проживали без жён, 42,3 % не имели семьи. В среднем домашнее хозяйство вели 2,15 человека, а средний размер семьи — 2,82 человека. В одиночестве проживали 38,5 % населения, 18,7 % составляли одинокие пожилые люди (старше 65 лет).
Население города по возрастному диапазону распределилось следующим образом: 21,5 % — жители младше 18 лет, 3,2 % — между 18 и 21 годами, 53,7 % — от 21 до 65 лет и 21,6 % — в возрасте 65 лет и старше. Средний возраст населения — 44 года. На каждые 100 женщин приходилось 81,6 мужчин, при этом на 100 совершеннолетних женщин приходилось уже 75,1 мужчин сопоставимого возраста.
Динамика численности населения:
|  |

## Экономика
В 2014 году из 3478 трудоспособных жителей старше 16 лет имели работу 1360 человек. При этом мужчины имели медианный доход в 52 705 долларов США в год против 24 116 долларов среднегодового дохода у женщин. В 2014 году медианный доход на семью оценивался в 40 528 $, на домашнее хозяйство — в 33 049 $. Доход на душу населения — 17 843 $. 21,5 % от всего числа семей и 22,7 % от всей численности населения находилось на момент переписи за чертой бедности.

## Микрополитенский статистический ареал Пойнт-Плезант
Микрополитенский статистический ареал Пойнт-Плезант включает в себя два округа — Мейсон, штат Западная Виргиния и Галлия, штат Огайо. В округе Мейсон на 2010 год проживало 27 324 человека, в него входило 6 городов. В округе Галлия на 2010 год проживало 30 934 человека, в него входило 6 городов и 15 тауншипов. Административным центром ареала является Пойнт-Плезант, его общее население на 2010 год составило 58 258.